# Кларенс Кларк (тенісист)
Кларенс Кларк (англ. Clarence Clark; 27 серпня 1859 — 29 червня 1937) — колишній американський тенісист.
Перемагав на турнірах Великого шолома в парному розряді.
Завершив кар'єру 1885 року.

## Фінали турнірів Великого шолома

### Одиночний розряд (1 поразка)
| Результат | Рік  | Турнір        | Покриття | Суперник    | Рахунок       |
| --------- | ---- | ------------- | -------- | ----------- | ------------- |
| Поразка   | 1882 | Чемпіонат США | Трава    | Річард Сірс | 1–6, 4–6, 0–6 |